# Михайлова Аліна Артурівна
Аліна Артурівна Михайлова (нар. 1 жовтня 1994, Дніпро, Україна) — українська волонтерка, офіцерка ЗСУ, активістка й політична діячка. Учасниця Революції гідності. Депутатка Київської міської ради IX скликання. Керівниця медичної служби «УЛЬФ» Першого окремого штурмового батальйону «Вовки Да Вінчі» ім. Дмитра Коцюбайла. 
2022 року увійшла до списку «30 до 30: обличчя майбутнього» від «Forbes».
Увійшла в 2023 році в рейтинг Української правди (УП-100) визначних лідерів сучасності в категорії «Захисники».

## Життєпис
Народилась 1 жовтня 1994 року в Дніпропетровську. Вчилась у Фінансово-економічному ліцеї. Закінчила Середню загальноосвітню школу № 45.
2012—2018 — навчалася в КНУ ім. Шевченка, здобувши диплом магістра політології.
В 2019 році розпочала навчання на магістратурі в Київській школі економіки на стипендіальній програмі. 
В 2021 році перевелась на 2 курс магістерської програми «Публічне управління та адміністрування» в Український католицький університет, де продовжує навчання і до сьогодні. 
Випускниця Української школи політичних студій (програма 2021 року).

## Волонтерська діяльність
Учасниця Революції гідності. З травня 2014 року є волонтеркою БФ «Армія SOS»[неавторитетне джерело], який опікується забезпеченням ЗСУ, НГУ та добровольчих батальйонів. Координувала роботу штабу, займалась фандрейзингом і комунікаціями з жертводавцями, закупівлями, розподілом та передачею допомоги військовослужбовцям.
Зимою 2015 потрапила під танковий обстріл у Мар'їнці. Була на передньому рубежі ЗСУ поблизу Донецького аеропорту під час бойового зіткнення. Задокументувала загиблих громадян РФ, чиї документи пізніше були представлені як докази російської агресії[неавторитетне джерело]. Разом із волонтерами організувала дванадцяту сесію першої в Україні предметно-документальної виставки із зони АТО «На лінії вогню».

## Участь у російсько-українській війні
Вересень 2016 — червень 2017 — парамедикиня[джерело?] медичного батальйону «<Госпітальєри» Української добровольчої армії.
Червень 2017 — вересень 2019 — створила та керувала медичною службою «УЛЬФ». Операторка БПЛА «Валькірія» Першої окремої штурмової роти «Правого сектору».
Після 24 лютого 2022 року повернулася на фронт до свого підрозділу, мобілізувалась до ЗСУ.

## Київська міська рада
25 жовтня 2020 року обрана депутаткою Київської міської ради IX скликання від партії «Голос».
Членкиня постійної комісії Київської міської ради з питань бюджету та соціально-економічного розвитку. Членкиня МФО «Рівні можливості».
Згідно з дослідженням руху «Чесно» визнана найопозиційнішою з депутатів Київради: станом на квітень 2021 року не підтримала 130 проєктів рішень.

## Особисте життя
З 2017 року була у стосунках з українським добровольцем, командиром 1 ОМБ «Вовки Да Вінчі», Героєм України Дмитром Коцюбайлом, який загинув 7 березня 2023 року у боях за Бахмут, отримавши уламкове поранення шиї з розривом трахеї.

## Нагороди та відзнаки
- Орден Богдана Хмельницького III ступеня (14 березня 2023 року)[14]
- Орден княгині Ольги III ступеня (5 грудня 2019 року)[15]
- Медаль «Захиснику Вітчизни» (23 серпня 2014 року)[16]
- Відзнака Міністерства оборони України медаллю «За сприяння Збройним Силам України» (30 листопада 2016 року)[17]